# Камберленд (Род-Айленд)
Камберленд (англ. Cumberland) — місто (англ. town) в США, в окрузі Провіденс штату Род-Айленд. Населення — 36 405 осіб (2020).

## Демографія

### Перепис 2010
Згідно з переписом 2010 року, у місті мешкало 33 506 осіб у 13 143 домогосподарствах у складі 9232 родин. Було 13791 помешкання
Расовий склад населення:
| - 92,8 % — білих - 2,3 % — азіатів - 1,5 % — чорних або афроамериканців - 0,3 % — корінних американців - 1,4 % — осіб інших рас |

До двох чи більше рас належало 1,7 %. Частка іспаномовних становила 4,5 % від усіх жителів.
За віковим діапазоном населення розподілялося таким чином: 22,5 % — особи молодші 18 років, 61,7 % — особи у віці 18—64 років, 15,8 % — особи у віці 65 років та старші. Медіана віку мешканця становила 42,5 року. На 100 осіб жіночої статі у місті припадало 93,6 чоловіків; на 100 жінок у віці від 18 років та старших — 90,0 чоловіків також старших 18 років.
Середній дохід на одне домашнє господарство становив 102 034 долари США (медіана — 81 713), а середній дохід на одну сім'ю — 118 708 доларів (медіана — 97 905). Медіана доходів становила 63 989 доларів для чоловіків та 53 335 доларів для жінок. За межею бідності перебувало 7,3 % осіб, у тому числі 11,0 % дітей у віці до 18 років та 5,6 % осіб у віці 65 років та старших.
Цивільне працевлаштоване населення становило 18 242 особи. Основні галузі зайнятості: освіта, охорона здоров'я та соціальна допомога — 26,5 %, роздрібна торгівля — 14,0 %, виробництво — 13,3 %.

### Перепис 2000
За даними перепису 2000 року
на території муніципалітету мешкало 31 840 людей, було 12 198 садиб та сімей.
Густота населення становила 458,9 осіб/км². З 12 198 садиб у 33,2 % проживали діти до 18 років, подружніх пар, що мешкали разом, було 61,9 %,
садиб, у яких господиня не мала чоловіка — 9,2 %, садиб без сім'ї — 25,9 %.
Власники 11,2 % садиб мали вік, що перевищував 65 років, а в 22,2 % садиб принаймні одна людина була старшою за 65 років. Кількість людей у середньому на садибу становила 2,59, а в середньому на родину 3,05.
Середній річний дохід на садибу становив 54 656 доларів США, а на родину — 63 194 доларів США. Чоловіки мали дохід 41 073 доларів, жінки — 29 188 доларів. Дохід на душу населення був 25 592 доларів. Приблизно 2,9 % родин та 3,9 % населення жили за межею бідності.
Медіанний вік населення становив 39 років. На кожних 100 жінок віком понад 18 років припадало 87,7 чоловіків.

## Відомі особистості
В поселенні народилась:
- Інес Луан Вайлдер (1871—1929) — американським зоологіня.